# Ottavio Munerati
Ottavio Munerati (Costa di Rovigo, 18 aprile 1875 – Rovigo, 18 giugno 1949) è stato un agronomo italiano.

## Biografia
Si laureò alla Scuola Superiore di Agricoltura di Portici nel 1896. Nei primi anni lavorativi si dedicò alla divulgazione scientifica fondando nel 1901 il quindicinale "Rivista Agraria Polesana"  che ebbe una funzione importante nell'evoluzione tecnica dell'agricoltura non solo locale. 
Succedendo a Tito Poggi divenne direttore della Cattedra Ambulante di Agricoltura di Rovigo.
Nel 1912 è chiamato alla direzione della Regia Stazione Sperimentale di Bieticultura di Rovigo costruita nello stesso anno  (Oggi Centro di Ricerca per le Colture Industriali), incarico che manterrà fino al 1949.
Durante la sua lunga attività con stile innovatore e geniale, rese la sua stazione sperimentale famosa nel mondo. Instaurò rapporti amichevoli con importanti ricercatori suoi contemporanei, tra i molti: Giuseppe Mezzadroli, Tito Vezio Zapparoli, G.H. Coons. Fu prezioso collaboratore di riviste italiane ed europee ( i.e. "L'industria Saccarifera Italiana","Zeitschrift für Züchtung", "Berichte über Landwirtschraft", "Revue International d'Agriculture")   e relatore a Convegni Nazionali ed Internazionali.
Divenne Direttore della sezione "Agricoltura" dell'Enciclopedia Treccani nonché socio della Società Italiana per il Progresso delle Scienze. Fece parte dell'Accademia delle Scienze e dell'Accademia dei Lincei da cui ha ottenuto il premio "Francesco Santoro-Passarelli". Fu anche membro dell'Académie d'agriculture de France  e del consiglio scientifico dell'Institut royal belge pour l'amélioration de la betterave.
La sua attività di ricerca ha abbracciato diversi argomenti ma la produzione scientificamente più consistente fa riferimento a molteplici tematiche riguardanti la coltivazione della barbabietola da zucchero. 
Le sue prime pubblicazioni furono stampate nel 1901 e si susseguirono fino agli ultimi anni della sua vita.
I suoi lavori scientifici discussero e previdero problemi che avrebbero riguardato il trentennio successivo alla sua morte e costituiscono tutt' oggi oggetto di studio.
L'argomento scientifico su cui ottenne i risultati più importanti fu lo studio della tolleranza e della resistenza della barbabietola da zucchero al fungo fitopatogeno "Cercospora beticola".
A lui fu dedicata anche una scuola, l' itas O. MUNERATI di Rovigo, un istituto tecnico agrario fondato in suo nome dal 1972